# Luigi Cagni (storico delle religioni)
Luigi Giovanni M. Cagni (Toline, 4 marzo 1929 – Roma, 27 gennaio 1998) è stato un assiriologo ed ebraista italiano.

## Biografia
Entrò assai giovane a far parte dei Barnabiti e fu poi ordinato sacerdote a Roma nel 1953. Ottenne la licenza in Teologia l'anno dopo, all'Università Gregoriana, mentre nel 1956 ottenne la licenza in Scienze Bibliche dal Pontificio Istituto Biblico.
Tra il 1963 e il 1966 frequentò all'Università di Heidelberg i corsi di Adam Falkenstein e di Burkhart Kienast. Si laureò in assiriologia alla Sapienza di Roma nel 1966.
All'inizio degli anni settanta, ottenne l'incarico di professore di Storia del Vicino Oriente preislamico all'Istituto Universitario Orientale di Napoli. Tra il 1973 e il 1978 fu professor adiunctus al Pontificio Istituto Biblico. Nel 1974 fu per un anno alla Facoltà di Lettere dell'Università di Bologna, come professore di Assiriologia e, a partire dall'anno successivo, insegnò la stessa materia all'Orientale di Napoli (dal 1980 come ordinario), dove fu anche Direttore del Dipartimento di Studi Asiatici (1991-1997) e della sua rivista scientifica, gli Annali dell'Istituto Universitario Orientale di Napoli (AION) (1981-1998).
Le sue pubblicazioni assommano a circa 150 titoli, tra monografie, articoli, recensioni e voci di dizionari. Fu traduttore dall'ebraico di Geremia, Baruc, Lamentazioni e della Lettera di Geremia per La Bibbia concordata (Milano, 1968), e curò il testo latino di Giobbe nella Neo-Vulgata. Nel 1969 apparve la sua prima opera, l'edizione integrale del poema di Erra (Epopea di Erra), seguita, l'anno dopo (1970), dall'edizione critica del testo cuneiforme, e, nel 1977, dalla sua traduzione inglese con importanti aggiornamenti. Numerosi i contributi di Cagni alla Storia delle religioni (a cura di Castellani, Torino, 1970), al Grande Dizionario Enciclopedico della UTET, al Dizionario delle religioni della Einaudi.